# بخط الإيد (مسلسل)
بخط الإيد هو مسلسل مصري صدر في يناير 2020 وهو من تأليف هالة الزغندي وإخراج شيرين عادل ومن إنتاج المنتج تامر مرسي، ومن بطولة أحمد رزق وسوسن بدر وخالد كمال.

## قصة المسلسل
يكتشف يوسف( أحمد رزق) أن زوجته المتوفية نوارة (يسرى اللوزي) كانت مريضة بمرض خطير، وبينما يعاني في عوالم تأنيب الضمير والحزن على فراق زوجته، يعثر على رسائل غامضة من الزوجة لتنقلب الأحداث.

## الممثلون
- أحمد رزق
- سوسن بدر
- أحمد عبد المجيد
- يسرا اللوزى
- إيمان العاصي
- نيرة عارف
- محمد حاتم
- ميرنا نور الدين
- خالد كمال
- أسماء جلال
- محمد محمود
- صفاء جلال
- ياسر علي ماهر
- ناهد رشدي
- صفاء الطوخي
- مجدي بدر
- يسرا اللوزي

بالإضافة لمجموعة من الممثلين المصريين.